# 피아노 협주곡 26번 (모차르트)

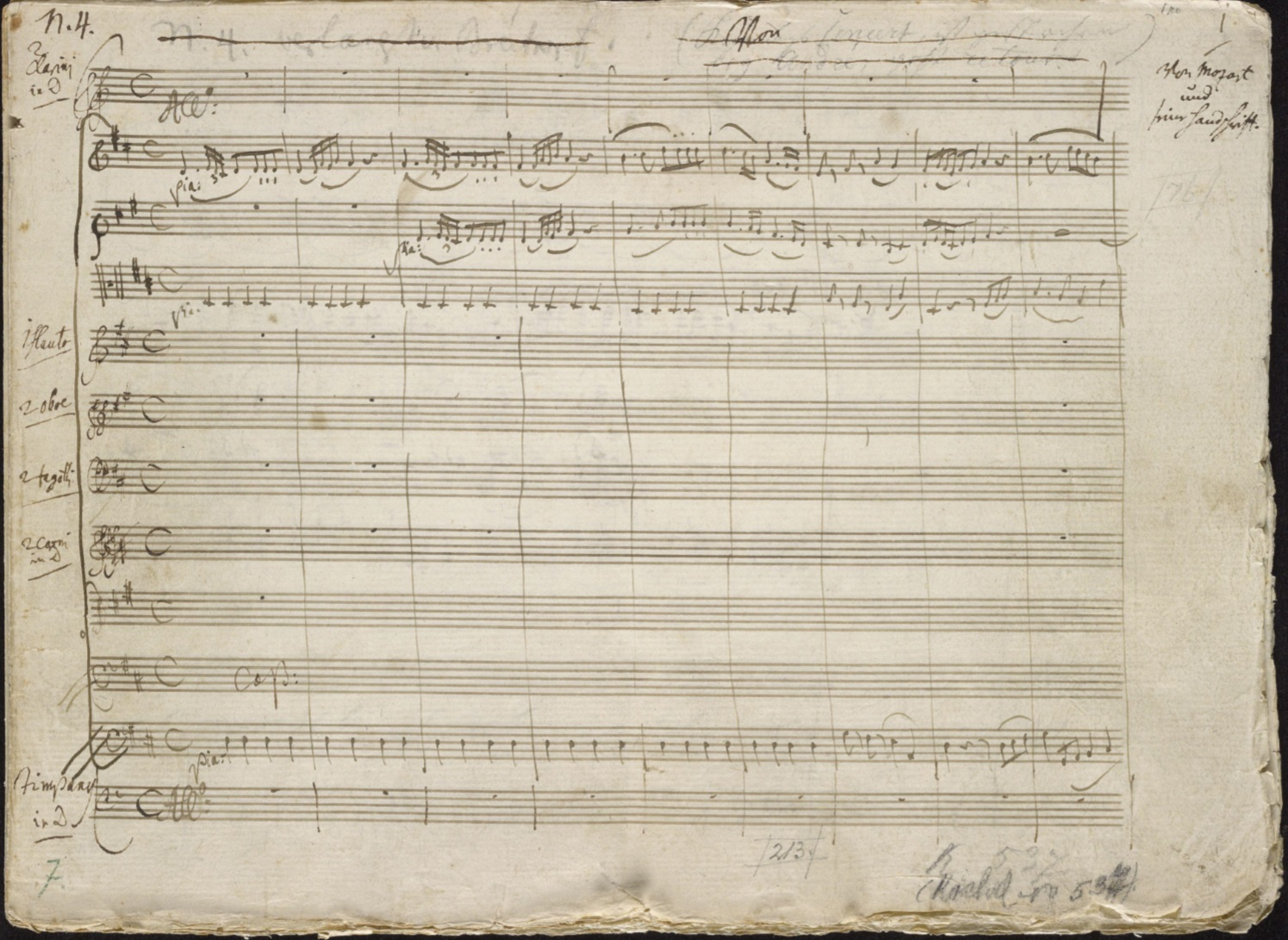

《피아노 협주곡 26번 D 장조》(K. 537, Piano Concerto No. 26)는 볼프강 아마데우스 모차르트가 1788년 2월 24일에 완성한 피아노 협주곡이다. “대관식”(Coronation)이라는 별명으로도 불린다.

## “대관식”이라는 별명의 기원
이 곡의 별명은 모차르트가 직접 붙인 것이 아니며, 또 실제 그런 행사 때문에 후대에 별명이 붙여지도록 쓰인 작품도 아니다. 모차르트는 1789년 4월에 그의 아내에게 부친 편지에 이 작품을 궁정에서 연주했다고 한다. 그러나 “대관식”이라는 별명은 1790년 프랑크푸르트암마인에서 레오폴트 2세의 신성로마제국의 황제로의 대관식의 열리던 때에 연주된 것으로부터 유래한다. 한편, 같은 연주회에서 모차르트는 피아노 협주곡 19번(K. 459)도 연주했다. 이러한 사실은 오펜바흐의 요한 안드레가 두 협주곡의 첫 번째 악보를 1794년에 출판하면서, 그 제목 페이지에 레오폴트의 즉위식에서 연주되었다고 기록해두었기 때문에 알려졌다. 도버 출판사의 자필 악보(현재는 뉴욕의 모건 라이브러리에 소장되어 있음) 모사본의 소개글에서 앨런 타이슨은 “K. 459 작품도 종종 ‘대관식’이라는 별명으로 불릴 때가 있었지만, K. 537 작품은 늘 그 별명으로 불려왔다”고 말하고 있다.

## 구성
일반적인 세 악장 협주곡의 구성으로 되어 있다.
1. 알레그로
2. (라르게토)
3. (알레그레토)

두 번째와 세 번째 악장은 자필 원본에 그 빠르기말이 모차르트의 글씨가 아닌 다른 사람의 글씨로 적혀 있다.

## 미완성 피아노 부분
두 악장의 빠르기말이 생략되어 있는 것 외에도 이 작품에는 매우 특이한 점이 있는데, 앨런 타이슨의 말에 따르면 모차르트는 “곡 전체 내의 많은 소절에서 피아노의 왼손을 위한 부분이 아무것도 써 놓지 않”았다. 도버 출판사의 모사본에서 볼 수 있는 바와 같이, 첫 번째 악장의 도입부 독주 부분과 두 번째 악장 전체 등 많은 곳에 있어서 피아노 왼손 부분은 아무것도 쓰여 있지 않다. 모차르트의 다른 피아노 협주곡에는 그가 이렇게 많은 부분을 비워 둔 경우가 없다. 1794년에 출판된 초판에는 비어있던 부분들이 채워져 있는데, 알프레드 아인슈타인이나 앨런 타이슨 같은 많은 모차르트 연구가들은 이를 출판자였던 요한 안드레가 채워 넣은 것으로 여기고 있다. 아인슈타인은 안드레가 완성한 것에 대해서 “대부분에 있어서, 상당히 단순하고 작품에 아주 반(反)하지는 않지만, 종종--예를 들어 라르게토 주제의 반주에서처럼--매우 조악하며, 모차르트 자신의 스타일로의 교정과 수정을 통한다면 무한히 향상될 수 있었다”라고 했다.

## 참고 문헌
1. ↑  앨런 타이슨, Mozart: Piano Concerto No. 26 in D Major ("Coronation"), K. 537--The Autograph Score의 "Introduction", (뉴욕: 모건 라이브러리-도버 출판사, 1991년), pp. vii.
2. ↑  타이슨, p. viii.
3. ↑  Mozart: Piano Concerto No. 26 in D Major ("Coronation"), K. 537--The Autograph Score. (뉴욕: 모건 라이브러리-도버 출판사, 1991년), pp. 8-11; 57-68.
4. ↑  알프레드 아인슈타인, Mozart: His Character, His Work., (런던: 옥스퍼드 대학교 출판부, 1945년), p. 314.